# Alexander Ritschard
Alexander Ritschard (ur. 24 marca 1994 w Zurychu) – szwajcarski tenisista, w latach 2018–2022 reprezentujący Stany Zjednoczone.

## Kariera tenisowa
W karierze zwyciężył w pięciu singlowych oraz jednym deblowym turnieju rangi ITF.
W 2022 roku, podczas Wimbledonu, zadebiutował w wielkoszlemowym turnieju głównym w grze pojedynczej. Po wygraniu trzech meczów w kwalifikacjach, odpadł w pierwszej rundzie turnieju po porażce ze Stefanosem Tsitsipasem.
W rankingu gry pojedynczej najwyżej był na 163. miejscu (12 września 2022), a w klasyfikacji gry podwójnej na 388. pozycji (4 kwietnia 2022).